# 青年时报
《青年时报》（Youth Times）是中国共产主义青年团浙江省委员会主管、青年时报社主办的都市类青年日报，主要面向杭州、覆盖浙江省发行，4开48版。创刊于2001年10月8日，前身是《浙江青年报》。日发行30万份，位列杭州市区报刊零售量第三，在1300多个消费场所设有阅报架。

## 简介
《青年时报》读者以1970年代为主体，1960年代和1980年代为两翼，并通过《青牛网》在大学生中拥有一些影响力。
《青年时报》办报团队平均年龄28岁，全部具备大专以上学历。报社还创办有《青牛网》（面向浙江省内高校最大的网络活动平台和社区）和《青年时报网》（数字报和报网互动平台）这两个网站，以及《彩信手机报》（浙江省内联通平台上订户数量排名第一）、《天天时报》（评论类电视读报栏目）和速派物流公司（专业物流企业）。
据《天眼查》，2021年7月13日青年时报社向杭州市中级人民法院申请破产清算。

## 定位理念
- 办报定位：「都市报是起点，青年报是个性，公民报是内核」
- 办报理念：「新闻推动进步」
- 编辑方针：「敏锐的观察，不懈的追问，鲜明的观点」